# Catherine Zeta-Jones
Catherine Zeta-Jones (født 25. september 1969) er en walisisk skuespiller.
Hun begyndte sin karriere på scenen i en tidlig alder. Efter at have medvirket i en række tv-film og haft små roller i spillefilm, begyndte hun i de sene 1990'ere at få roller i film som Fantomet, The Mask of Zorro og Entrapment. Hun vandt en oscar for bedste kvindelige birolle for sin indsats som Velma Kelly i filmen Chicago fra 2002.
Zeta-Jones er gift med skuespilleren Michael Douglas, som hun spillede sammen med i filmen Traffic i 2000.

## Filmografi

### Film
| År   | Titel                               | Rolle                     | Noter              | Ref(s)        |
| ---- | ----------------------------------- | ------------------------- | ------------------ | ------------- |
| 1990 | 1001 Nights                         | Scheherazade              | Fransksproget film | [ 1 ]         |
| 1992 | Christopher Columbus: The Discovery | Beatriz Enríquez de Arana |                    | [ 2 ]         |
| 1993 | Splitting Heirs                     | Kitty Farrant             |                    | [ 3 ]         |
| 1995 | Blue Juice                          | Chloe                     |                    | [ 4 ] [ 5 ]   |
| 1996 | The Phantom                         | Sala                      |                    | [ 6 ]         |
| 1998 | The Mask of Zorro                   | Elena Montero             |                    | [ 7 ]         |
| 1999 | Entrapment                          | Virginia "Gin" Baker      |                    | [ 8 ]         |
| 1999 | The Haunting                        | Theodora                  |                    | [ 9 ]         |
| 2000 | High Fidelity                       | Charlie Nicholson         |                    | [ 10 ]        |
| 2000 | Traffic                             | Helena Ayala              |                    | [ 11 ]        |
| 2001 | America's Sweethearts               | Gwen Harrison             |                    | [ 12 ]        |
| 2002 | Chicago                             | Velma Kelly               |                    | [ 13 ] [ 14 ] |
| 2003 | Sinbad: Legend of the Seven Seas    | Marina (voice)            |                    | [ 15 ]        |
| 2003 | Intolerable Cruelty                 | Marilyn Rexroth           |                    | [ 16 ]        |
| 2004 | The Terminal                        | Amelia Warren             |                    | [ 17 ]        |
| 2004 | Ocean's Twelve                      | Isabel Lahiri             |                    | [ 18 ]        |
| 2005 | The Legend of Zorro                 | Elena De La Vega          |                    | [ 19 ]        |
| 2007 | No Reservations                     | Kate Armstrong            |                    | [ 20 ]        |
| 2007 | Death Defying Acts                  | Mary McGarvie             |                    | [ 21 ]        |
| 2009 | The Rebound                         | Sandy                     |                    | [ 22 ]        |
| 2012 | Lay the Favorite                    | Tulip Heimowitz           |                    | [ 23 ]        |
| 2012 | Rock of Ages                        | Patricia Whitmore         |                    | [ 24 ] [ 25 ] |
| 2012 | Playing for Keeps                   | Denise                    |                    | [ 26 ]        |
| 2013 | Broken City                         | Cathleen Hostetler        |                    | [ 27 ]        |
| 2013 | Side Effects                        | Dr. Victoria Siebert      |                    | [ 28 ]        |
| 2013 | Red 2                               | Katja Petrokovich         |                    | [ 29 ]        |
| 2016 | Dad's Army                          | Rose Winters              |                    | [ 30 ]        |

### Tv
| Not yet released | Endnu ikke udgivet |

| År        | Titel                              | Rolle               | Noter                                           | Ref(s)               |
| --------- | ---------------------------------- | ------------------- | ----------------------------------------------- | -------------------- |
| 1991      | Out of the Blue                    | Chirsty             |                                                 | [ 31 ]               |
| 1991–1993 | The Darling Buds of May            | Mariette            | Main role                                       | [ 32 ] [ 33 ] [ 34 ] |
| 1992      | The Young Indiana Jones Chronicles | Maya                | Episode: "Palestine, October 1917"              | [ 35 ]               |
| 1994      | The Return of the Native           | Eustacia Vye        | Movie                                           | [ 36 ]               |
| 1994      | The Cinder Path                    | Victoria Chapman    | Miniseries                                      | [ 37 ]               |
| 1995      | Catherine the Great                | Catherine II        | Movie                                           | [ 38 ]               |
| 1996      | Titanic                            | Isabella Paradine   | Miniseries                                      | [ 39 ]               |
| 2005      | Saturday Night Live                | Herself (host)      | Episode: "Catherine Zeta-Jones/Franz Ferdinand" | [ 40 ]               |
| 2017      | Feud: Bette and Joan               | Olivia de Havilland |                                                 | [ 41 ]               |
| 2018      | Cocaine Godmother                  | Griselda Blanco     | Movie                                           | [ 42 ]               |
| 2018–2019 | Queen America                      | Vicki Ellis         | Hovedrolle                                      | [ 43 ]               |
| 2021      | Prodigal Son                       | Dr. Vivian Capshaw  | 7 episoder (season 2)                           | [ 44 ]               |
| 2022      | Wednesday                          | Morticia Addams     | 2 episoder                                      | [ 45 ]               |
| 2022      | National Treasure: Edge of History | Billie Pearce       | Hovedrolle                                      | [ 46 ]               |